# TOI-700 d
TOI-700 dは、地球からかじき座の方向へ約100光年離れた位置にある赤色矮星TOI-700を公転している太陽系外惑星である。

## 発見
2020年1月にハワイのホノルルで開催された「アメリカ天文学会第235回会合」にて、アメリカ航空宇宙局（NASA）が打ち上げた太陽系外惑星探索衛星TESSによる観測データから、TOI-700 dを含むTOI-700を公転する3つの惑星を発見したと発表された。TOI-700 dは惑星が主星の手前を通過（トランジット）することによる定期的な主星の見かけの明るさの減光から惑星を発見するトランジット法によって発見された。TOI-700 dの追加観測や、特性評価などの研究結果は3本の論文に渡って発表された。TOI-700 dは後にスピッツァー宇宙望遠鏡による追加観測でもその存在が確認されている。

## 特徴
| 地球 | TOI-700 d |
| ---- | --------- |
| 地球 | Exoplanet |

TOI-700 dは地球の約1.2倍の半径を持ち、地球と同じような岩石で出来た硬い表面を持つ地球型惑星である可能性が高いとされている。質量は正確には分かっていないが、2017年に発表された「Forecaster」と呼ばれるモデルを用いたところ、地球の1.72倍の質量を持つと推測されている。主星から約2440万 km離れた軌道を約37日で公転している。この軌道は主星TOI-700の周囲におけるハビタブルゾーン（水が液体として存在できる領域）内に位置しており、表面温度は268.8 K（-4.3 ℃）または295 K（22 ℃）と推定されている。TOI-700 dはTOI-700を公転している別の2つの惑星と同様に、軌道長半径が短いことから潮汐固定（潮汐ロック）の影響を受けており、自転と公転の同期が発生していると見られている。
表面に液体の水が存在し、さらに表面に大気が存在していれば、地球上で考えられるような地球外生命にとって適した環境が整っている可能性がある。このようなハビタブルゾーン内を公転する地球サイズの太陽系外惑星は、TRAPPIST-1系の惑星などいくつか知られていたが、TESSがこのような太陽系外惑星を発見したのはTOI-700 dが始めてであった。TOI-700 dが持ちうる可能性がある20通りの環境パターンをシミュレーションで検証した結果、TOI-700 dの表面温度は最も低い条件では236.7 K（-36.5 ℃）、最も高い条件では360.8 K（87.7 ℃）となった。シミュレーションを行った研究チームは、TOI-700 dが類似した条件下にあるTRAPPIST-1eやプロキシマ・ケンタウリbなどの太陽系外惑星よりも地球上で考えられるような地球外生命の存在に適している可能性を示している。TOI-700 dのようなTESSによる地球サイズの惑星の発見は、2021年に打ち上げられる予定のジェイムズ・ウェッブ宇宙望遠鏡（JWST）や地上からの追加観測で大気成分を調べる機会をもたらすと期待されているが、その透過スペクトルの特性から、TOI-700 dでは大気の有無は判明しない可能性が示されている。